# 谷田部藩
谷田部藩（日语：／ Yatabe-han */?）是位於日本常陸國筑波郡谷田部（現茨城縣筑波市谷田部）的藩，在下野國芳賀郡茂木（現栃木縣芳賀郡茂木町茂木）的時期則稱為茂木藩（日语：／ Motegi-han */?），最初在慶長15年7月27日（1610年9月14日）於茂木成立，元和2年6月26日（1616年8月8日）移至谷田部，明治4年（1871年）2月移回茂木，同年7月14日（8月29日）廢藩置縣。藩高峰期石高達16,300石，實高是27,924石，藩廳按時期分別是茂木陣屋或谷田部陣屋，藩校是寬政6年（1794年）1月創建的弘道館以及位於茂木的英育館，人口是2,605戶13,425人。

## 歷史
慶長15年7月27日（1610年9月14日），細川興元以10,054石入主茂木，憑其在大坂之役的戰功，於元和2年6月26日（1616年8月8日）獲加增常陸國筑波郡和河內郡23村共6,200石，同時將藩廳從茂木陣屋轉移至谷田部陣屋。根據《谷田部的歷史》的說法，德川家康原本打算讓興元拜領十萬石，但是遭到興元之兄細川忠興以「我弟生性暴戾，沒有拜領十萬石的器量，提拔他為大名只會讓他走入歧途，種下使國家生亂的禍根。」為由拒絕，興元知悉後非常生氣，導致與熊本藩本家數百年來均不和。不過，大木茂和古川與志繼均指出谷田部藩（茂木藩）為熊本藩的支藩。
明曆4年3月10日（1658年4月12日），藩主細川興隆初次前往藩領，萬治3年（1660年）7月實施總檢地，當時茂木領的石高是16.263石，谷田部領是10,357石。元祿4年（1691年）3月，藩領小野崎村與新治郡倉掛村和花室村發生邊界爭議，最終原野50町（約0.5平方公里）移至新治郡，與此同時通過檢地獲得50石，石高增加至16,300石。後來，由於發生天明大饑荒和天保大饑荒，又被江戶幕府下令負責江戶城西之丸的工程，加上上屋敷在細川興德時期四度毀於火災，導致谷田部藩的財政狀況惡化，在天保5年（1834年）時的負債達到131,197兩左右，借米也達2,638俵。為了改善財政狀況，以藩醫中村元順為中心實施二宮尊德的報德仕法，天保8年（1837年）又獲熊本藩免除或捐助60,928萬兩和米150俵。嘉永4年（1851年），元順又禁止殺嬰，可是最終招致領民的反彈，藩領立野村等三村發起越訴，翌年元順死後谷田部藩的報德仕法也就此終結。
元治元年（1864年），天狗黨之亂爆發，谷田部藩與下野烏山藩奉命在日光東照宮戒備。戊辰戰爭爆發後的慶應4年（1869年）3月，藩主細川興貫作為新政府軍前往京都戒備，同年8月25日（10月10日）回到谷田部。同年9月11日（10月26日）和9月15日（10月30日），谷田部藩先後奉命派兵前往今市以及搜索美賀保丸的遇難幕府軍。9月29日（11月13日），在今市的部隊原本準備攻擊會津藩，可是隨著會津藩投降後在10月2日（11月15日）撤軍。明治3年（1870年）12月，興貫請求改稱為茂木藩，並且以茂木為藩廳，明治4年2月6日（1871年3月26日）轉移至茂木，2月8日（3月28日）改稱為茂木藩，同年7月14日（1871年8月29日）廢藩置縣。

## 歷任藩主
| 細川家 | 外樣 無城 |                 |                     |                                                                               |
| 細川家 | 外樣 無城 | 茂木藩→谷田部藩 |                     |                                                                               |
| 細川家 | 外樣 無城 | 細川興元        | 10,054石 ↓ 16,252石 | 下野國芳賀郡 ↓ 下野國芳賀郡 常陸國筑波郡和河內郡                              |
| 細川家 | 外樣 無城 | 谷田部藩        |                     |                                                                               |
| 細川家 | 外樣 無城 | 細川興昌        | 16,252石            | 下野國芳賀郡 常陸國筑波郡和河內郡                                             |
| 細川家 | 外樣 無城 | 細川興隆        | 16,252石            | 下野國芳賀郡 常陸國筑波郡和河內郡                                             |
| 細川家 | 外樣 無城 | 細川興榮        | 16,200石 ↓ 16,300石 | 下野國芳賀郡 常陸國筑波郡和河內郡 ↓ 下野國芳賀郡 常陸國筑波郡、河內郡和新治郡 |
| 細川家 | 外樣 無城 | 細川興虎        | 16,300石            | 下野國芳賀郡 常陸國筑波郡、河內郡和新治郡                                     |
| 細川家 | 外樣 無城 | 細川興晴        | 16,300石            | 下野國芳賀郡 常陸國筑波郡、河內郡和新治郡                                     |
| 細川家 | 外樣 無城 | 細川興德        | 16,300石            | 下野國芳賀郡 常陸國筑波郡、河內郡和新治郡                                     |
| 細川家 | 外樣 無城 | 細川興建        | 16,300石            | 下野國芳賀郡 常陸國筑波郡、河內郡和新治郡                                     |
| 細川家 | 外樣 無城 | 谷田部藩→茂木藩 |                     |                                                                               |
| 細川家 | 外樣 無城 | 細川興貫        | 16,300石            | 下野國芳賀郡 常陸國筑波郡、河內郡和新治郡                                     |

## 江戶藩邸
- 上屋敷
圖中「細川長門守」處
- 本所中之鄉的下屋敷
圖中左下「細川玄蕃」處
- 新大橋向的下屋敷
圖中左上「細川長門守」處

谷田部藩的江戶藩邸分別有上屋敷和下屋敷，上屋敷位於距離大手24町（約2.62公里）的元誓願寺前（現東京都千代田區東神田二丁目1和岩本町三丁目交界的大和橋路口），根據《御府內沿革圖書》記載，以「細川玄蕃頭」、「細川玄蕃」或「細川長門守」的名義最早見於元祿年間（1688年至1704年），最晚見於文久元年（1861年）。下屋敷方面，《文化武鑑》指位於本所中之鄉（現東京都墨田區龜澤二丁目17），慶應元年（1865年）時則在新大橋向（本所菊川町三丁目，現東京都墨田區菊川三丁目一帶）。

## 藩領
根據《舊高舊領取調帳》記載，谷田部藩領如下，基於相給也有可能同時是皇室領、公家領、幕府領、其他藩領、旗本領或寺社領。
| 令制國 | 郡     | 町村數目 | 藩領 |
| ------ | ------ | -------- | --- |
| 下野國 | 芳賀郡 | 27村     | 蘆沼村、藤繩村、槻木村、高岡村、天子村、石下村、鮎田村、福手村、神井村、增井村、三坂村、林村、檜山村、青梅村、小井戶村、馬門村、飯野村、河井村、小深村、山内村、河又村、牧野村、入鄉村、後鄉村、上菅又村、下菅又村、坂井村 |
| 常陸國 | 新治郡 | 1村      | 苅間村 |
| 常陸國 | 河內郡 | 22村     | 丸山村、小野崎村、手代木村、上橫場村、松野木村、大沼村、上原村、中內村、館野村、榎戶村、今泉村、北中妻村、南中妻村、市之台村（市ノ台村）、下橫場村、樋之澤村（樋ノ沢村）、上大井村、下大井村、若栗村、房內村、房內新田、小莖村             |
| 常陸國 | 筑波郡 | 1町19村  | 谷田部町、羽成村、東丸山村、境松村、境田村、根崎村、上飯田村、下飯田村、中野村、栗山村、上萱丸村、下萱丸村、片田村、古館村、下河原崎村、西谷代村（西谷ヶ代村）、百家村、西酒丸村、中東村、高田村                                     |

## 外部連結
- . kotobank （日语）.
- . kotobank （日语）.